# Пряпорец (област Кърджали)
Вижте пояснителната страница за други населени места с името Пряпорец.
 Тази статия е за селото в област Кърджали.  За друго едноименно село вижте Пряпорец (Област Стара Загора).  За други значения вижте Пряпорец.
Пряпорец е село в Южна България. То се намира в община Черноочене, област Кърджали.

## География
Село Пряпорец се намира в района на Източните Родопи.

## Население
Численост и дял на етническите групи според преброяването на населението през 2011 г.:
|                     | Численост | Дял (в %) |
| Общо                | 212       | 100,00    |
| Българи             | 0         | 0,00      |
| Турци               | 113       | 53,30     |
| Цигани              | 0         | 0,00      |
| Други               | 0         | 0,00      |
| Не се самоопределят | 44        | 20,75     |
| Неотговорили        | 55        | 25,94     |